# Rob Roy (novela)

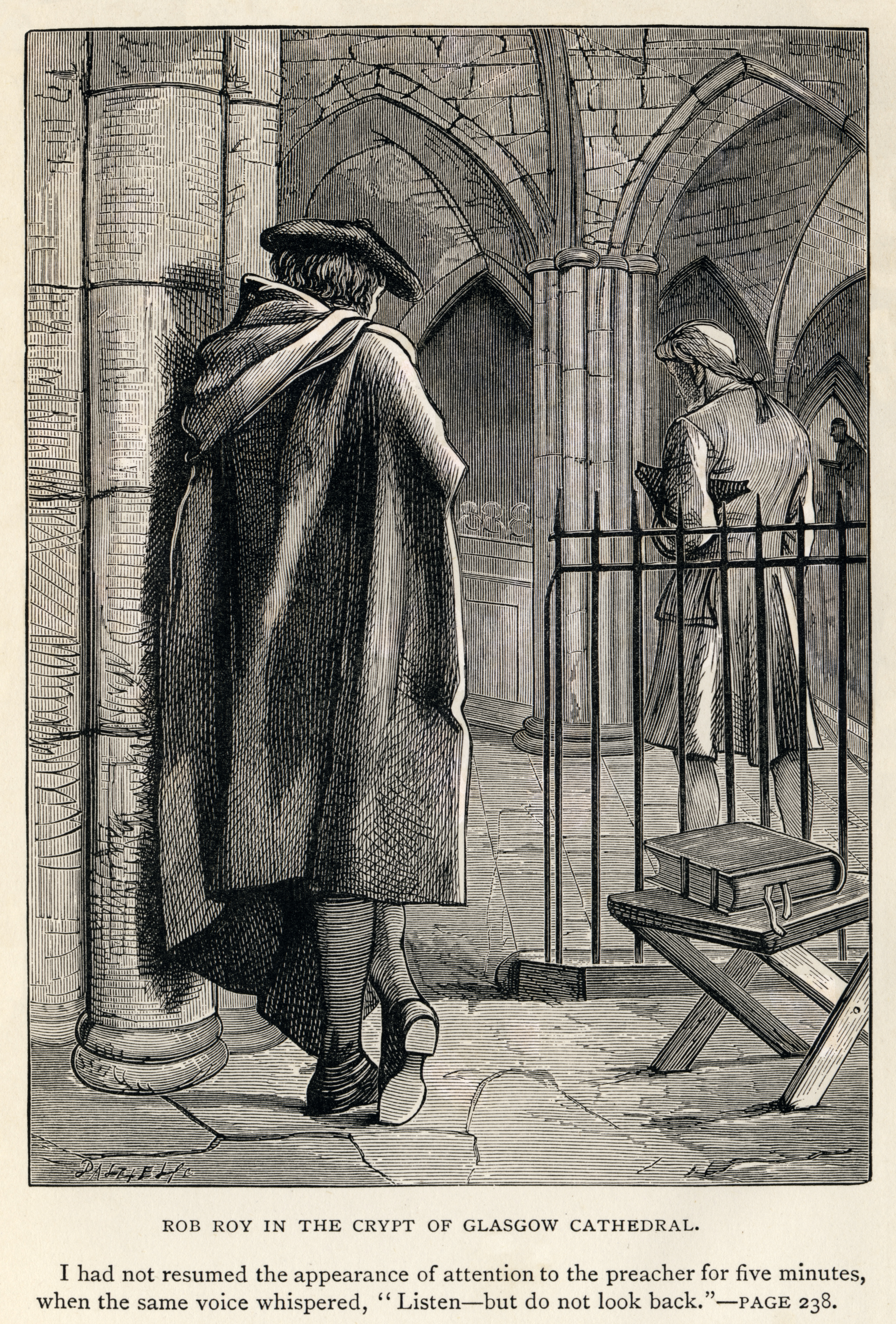
"Rob Roy en la Cripta de la Catedral de Glasgow", ilustración de los hermanos Dalziel,1886.

Rob Roy (1817) es una novela histórica de Walter Scott . es considerada una de las novelas de Waverley, ya que el autor se identificó en la página del título como "del autor de Waverley ".

## Argumento
Frank Osbaldistone narra la historia. Es hijo de un comerciante inglés que se separó de su hogar familiar en el norte de Inglaterra, cerca de la frontera con Escocia cuando era un hombre joven, siendo de diferente religión y temperamento que su propio padre o su hermano menor. Frank es enviado por su padre a vivir en la casa de la familia, invisible durante mucho tiempo, con su tío y sus primos varones, cuando se niega a unirse al exitoso negocio de su padre. A cambio, su padre acepta al primo de Frank, Rashleigh, para trabajar en su negocio. Rashleigh es un joven inteligente, pero no tiene escrúpulos, y causa problemas para el negocio de Osbaldistone y Tresham. Para resolver los problemas, Frank viaja a Escocia y conoce al personaje del título, Rob Roy MacGregor .